# Paulo Santos (Fußballspieler, 1972)
Paulo Santos [ˈpaulu ˈsɐ̃tuʃ] (* 11. Dezember 1972 in Odivelas; eigentlich Paulo Jorge da Silva dos Santos) ist ein ehemaliger portugiesischer Fußballtorhüter.

## Karriere
Er absolvierte ein Länderspiel und nahm als dritter Torhüter der portugiesischen Fußballnationalmannschaft an der Fußball-Weltmeisterschaft 2006 in Deutschland teil. Der eigentlich von Luiz Felipe Scolari nominierte Bruno Vale verletzte sich bei der U21-Europameisterschaft. Im Nachwuchsbereich erreichte Santos im Jahr 1989 an der Seite von Luís Figo den Sieg der U-16-Europameisterschaft und den dritten Platz bei der U-16-Weltmeisterschaft.
Santos spielte in seiner Karriere ausschließlich für portugiesische Vereine. In der ersten portugiesischen Liga, der Primeira Liga, kam er zu 276 Einsätzen für Benfica Lissabon, Estrela Amadora, den FC Alverca, den FC Porto, den Varzim SC, Sporting Braga und den Rio Ave FC. 1994 gewann er mit Benfica die portugiesische Meisterschaft.